# Venturirör

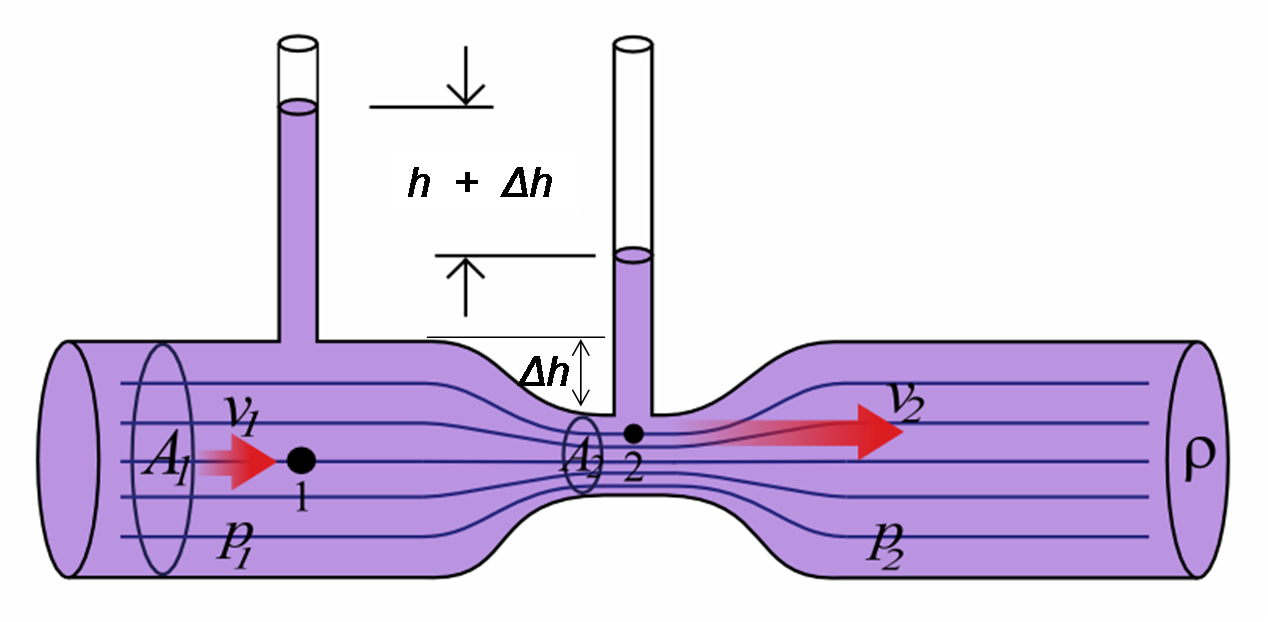
Venturirör.

Venturirör är ett rör som har en mindre diameter på mitten än vid ändarna och både avsmalningen och breddningen är konisk. När rörets tvärsnittsarea minskar i den avsmalnande delen av röret, kommer fluidens hastighet att öka i enlighet med kontinuitetsekvationen. Energiinnehållet är ungefär konstant, vilket innebär att trycket kommer att minska i enlighet med Bernoullis ekvation. När vätskan passerar rörets midja, har i stort sett majoriteten av all tryckenergi (P) omvandlats till rörelseenergi (Ѵ). 
Genom att mäta upp det statiska trycket både strax innan avsmalningens början och i midjan, kan flödet beräknas enligt följande ekvation:
{\displaystyle q=\mu _{f}\cdot A_{2}\cdot {\sqrt {\dfrac {2\cdot g\cdot \left(h+{\dfrac {p_{1}-p_{2}}{\rho \cdot g}}\right)}{1-\left({\dfrac {d_{2}}{d_{1}}}\right)^{4}}}}}
där
q = Flöde (m³/s)
цf = Koefficient för venturirörets tilläggsförluster (-)
A2 = Inre tvärsnittsarea vid venturirörets midja (m²)
g = Tyngdacceleration (m/s2)
h = Höjdskillnad mellan venturirörets centrum vid punkt 1 och punkt 2 (mVp)
p1 = Statiskt tryck före venturirörets avsmalning (Pa)
p2 = Statiskt tryck vid venturirörets midja (Pa)
ρ = Fluidens densitet (kg/m3)
d1 = Innerdiametern före venturirörets avsmalning (m)
d2 = Innerdiametern vid venturirörets midja (m)
I denna form blir flödet beroende av hur venturiröret lutar. Om man istället avläser den statiska tryckskillnaden med en piezometerring på både midjan och innan avsmalningen samt använder en manometervätska för avläsningen, kan effekterna på venturirörets lutning "trollas bort". Då ser flödesekvationen ut enligt följande:
{\displaystyle q=\mu _{f}\cdot A_{2}\cdot {\sqrt {\dfrac {2\cdot g\cdot h_{m}\cdot \left({\dfrac {\rho _{m}}{\rho }}-1\right)}{1-\left({\dfrac {d_{2}}{d_{1}}}\right)^{4}}}}}
där
q = Flöde (m³/s)
цf = Koefficient för venturirörets tilläggsförluster (-)
A2 = Inre tvärsnittsarea vid venturirörets midja (m²)
g = Tyngdacceleration (m/s2)
hm = Avläst höjdskillnad mellan punkt 1 och punkt 2 (meter vätskepelare)
ρm = Manometervätskans densitet (kg/m3)
ρ = Fluidens densitet (kg/m3)
d1 = Innerdiametern före venturirörets avsmalning (m)
d2 = Innerdiametern vid venturirörets midja (m)
För att erhålla rätt avläsning, bör rörledningen vara rak i åtminstone 30 diametrars längd uppströms venturiröret. Dessutom bör man välja ett venturirör som är tillräckligt smalt, för att förlustkoefficienten цf ska bli oberoende av fluidens reynoldstal. Förlustkoefficienten (цf) får bestämmas experimentellt. 